# GPガス
GPとは有機リン系神経ガスである。G剤の一種。
メチルホスホン酸ジフルオリドと2,2-ジメチルシクロペンタノールを混合することでGPを製造できる。